# Eva Badura-Skoda
Eva Badura-Skoda, geborene Halfar (* 15. Jänner 1929 in München; † 8. Jänner 2021 in Wien) war eine deutsch-österreichische Musikwissenschaftlerin.

## Leben
Eva Halfar studierte von 1949 bis 1951 Klavier und Viola d’amore an der damaligen Staatlichen Akademie für Musik Wien. Von 1948 bis 1953 belegte sie die Fächer Musikwissenschaft, Philosophie und Kunstgeschichte an den Universitäten Regensburg, Heidelberg, Wien und Innsbruck. Ihre Lehrer waren Bruno Stäblein, Thrasybulos Georgiades, Erich Schenk und Wilhelm Fischer. In Innsbruck wurde sie 1953 mit der Dissertation Studien zur Geschichte des Musikunterrichtes in Österreich im 16., 17. und 18. Jahrhundert promoviert.
1951 heiratete sie den Pianisten und Musikwissenschaftler Paul Badura-Skoda, mit dem sie gemeinsam das Buch Mozart-Interpretation (1957, letzte, grundlegend überarbeitete, englische Fassung 2008) verfasste und bei dessen Buch Bach-Interpretation (1990) sie mitarbeitete.
1962 und 1963 lehrte sie an der Internationalen Sommerakademie Mozarteum Salzburg. 1964 war sie die Brittingham Professorin der University of Wisconsin–Madison, wo sie als Professorin für Musikwissenschaft von 1966 bis 1974 wirkte. Sie war Gastprofessorin an der Boston University (1976), Queen’s University in Kingston, Ontario (1979), McGill University in Montreal (1981–1982), der Universität Göttingen (1982–1983) und am National Endowment for the Humanities Institute der University of Maryland (1984).
1986 wurde sie mit dem Österreichischen Ehrenkreuz für Wissenschaft und Kunst ausgezeichnet. Elmar Worgull widmete ihr seine
Rasumowski Studien.
Das Ehepaar Badura-Skoda hatte vier Kinder, darunter als jüngsten Sohn den früh verstorbenen Pianisten Michael Badura (1964–2001), der mit Rico Gulda als Klavierduo auftrat.
Eva Badura-Skoda wurde am 22. Januar 2021 auf dem Ottakringer Friedhof in Wien in der Familiengrabstätte (Gruppe 9, Reihe 4, Nummer 10), in der auch ihr Ehemann Paul Badura-Skoda und Sohn Michael liegen, beigesetzt.

## Werk
Eva Badura-Skoda schrieb zahlreiche Artikel über Klaviermusik, Klavierbau, Operngeschichte des 18. Jahrhunderts, ikonographische und biographische Studien, sowie Rezensionen. Außerdem edierte sie Kompositionen von Haydn, Dittersdorf, Mozart, Schubert und Fux.
Mit Peter Branscombe gab sie einen Band zu Stil- und Chronologiefragen bei Schubert heraus, edierte den Bericht des von ihr selbst organisierten Internationalen Haydn-Kongresses (Wien 1982), und war auch eine der Herausgeberinnen des Bandes Schubert und seine Freunde (Bericht über die Schubert-Konferenz Wien 1997).
Ihr Buch Mozart-Interpretation, gemeinsam mit Paul Badura-Skoda verfasst, ist ein detailliertes, an der Praxis des ausübenden Musikers orientiertes Werk über editorische, stilistische und aufführungspraktische Fragen. Es begreift sich, besonders in der erweiterten 2. englischen Ausgabe, als Kompendium der Mozartinterpretation, nicht nur für Pianisten.
Eva Badura-Skodas Forschungen zur Geschichte der Tasteninstrumente, besonders des Hammerklaviers, sind, neben dem Buch über Mozart, auch in das Buch Bach-Interpretation von Paul Badura-Skoda eingeflossen, wo sie unter anderem das Kapitel „Klangprobleme“ verfasst hat. Sie unterzieht die als teilweise gelöst betrachteten Fragen zum Instrumentarium und der Klangwelt Bachs, wie zum Beispiel „Cembalo oder modernes Klavier?“, einer Neubetrachtung. Sie kommt zu Einsichten, die eine eingestandene Relativierung der eigenen Forschungen einschließt, wenn sie zu Bach feststellt: „Nicht auf das Instrument oder die Stimme kam es ihm letztendlich an, sondern auf den Geist, der den Spieler oder Sänger bewegt: ‚Alles, was Odem hat, lobe den Herrn!‘ (150. Psalm).“
Als Mitarbeiterin bei der Neuen Schubertausgabe war Eva Badura-Skoda für die Herausgabe des Bandes Franz Schubert. Sein Leben in Bildern (= Neue Schubert-Ausgabe. VIII/6) verantwortlich.

## Publikationen (Auswahl)

### Ganzschriften
- Beiträge zur Geschichte des Musikunterrichtes im 16., 17. und 18. Jahrhundert. Dissertation Innsbruck 1953.
- Wolfgang Amadeus Mozart, Klavierkonzert c-moll KV 491 (= Meisterwerke der Musik. Heft 10). Fink, München 1972.
- Mit Paul Badura-Skoda: Mozart-Interpretation. Wancura, Wien/Stuttgart 1957 und Deutscher Verlag für Musik, Leipzig 1957. (2. revidierte Auflage 1996).
  - Übersetzungen:
    - Englisch: Interpreting Mozart on the keyboard. Barrie and Rockcliff, London 1962 und St. Martin’s Press, New York 1962. Interpreting Mozart: the performance of his piano pieces and other compositions. 2. Aufl. Routledge, New York / London 2008 (mit 1 CD-ROM.)
    - Japanisch: Tモーツァルト演奏法と解釈 (Motsuaruto ensoho to kaishaku). Tokio 1963.
    - Russisch: Interpretacija Mocarta. Izdatel'stvo, Moskwa, 1972.
    - Italienisch: L’interpretazione di Mozart al pianoforte. Zanibon, Padova 1981.
    - Französisch: L’art de jouer Mozart au piano. Buchet Chastel, Paris 1995, ISBN 2-7020-1394-5.
- Mitarbeit bei: Paul Badura-Skoda: Bach-Interpretation: die Klavierwerke Johann Sebastian Bachs. Laaber, Laaber 1990, ISBN 3-89007-141-4.
  - Übersetzungen:
    - Englisch: Interpreting Bach at the Keyboard. Clarendon Press, London 1995.
    - Französisch: Lart de jouer Bach au clavier. Buchet Chastel, Paris 1999.
    - Italienisch: Interpretare Bach su strumenti a tastiera. Gioiosa Editrice, 1998.
    - Japanisch:  バッハ演奏法と解釈: ピアニストのためのバッハ (Bahha ensoho to kaishaku: Pianisuto no tame no bahha). Tokio 2008.
- The eighteenth-century fortepiano grand and its patrons: from Scarlatti to Beethoven. Indiana University Press, Bloomington, Indiana 2017, ISBN 978-0-253-02264-6.
- mit Peter Branscombe (Hrsg.): Schubert studies: problems of style and chronology. Cambridge University Press, 1980, ISBN 0-521-22606-6.
- Joseph Haydn: Bericht über den Internationalen Joseph-Haydn-Kongress, Wien, Hofburg, 5.–12. September 1982. G. Henle-Verlag, München 1986, ISBN 3-87328-045-0.
- mit Gerold W. Gruber, Walburga Litschauer, Carmen Ottner (Hrsg.): Schubert und seine Freunde. Böhlau Verlag, Köln/Weimar/Wien 1999. (Bericht über die Internationale Schubert-Konferenz in Wien 1999).

### Aufsätze / Sonstiges
- Über die Anbringung von Auszierungen in den Klavierwerken Mozarts. In: Mozart-Jahrbuch (MJb). 1957. Bärenreiter Verlag, Kassel 1958, S. 186–198.
- Von den Aufgaben und vom Sinn der Musikwissenschaft. In: Neue Zeitschrift für Musik (NZfM). 123, Mainz 1962, S. 209ff.
- Zur Entstehung von Mozarts B-Dur Konzert KV 456. In: Mozart-Jahrbuch (MJB). Bärenreiter Verlag, Kassel 1964, S. 193–198.
- Textual Problems in Masterpieces of the 18th and 19th Centuries. In: Musical Quarterly (MQ). 51, New York 1965, S. 301–317.
- Haydn, Mozart and their Contemporaries. In: Denis J. Matthews (Hrsg.): Keyboard Music. Penguin, Harmondsworth 1972, S. 108–165.
- Clementi’s Musical Characteristics. In: H. C. Robbins Landon, RogerE.Chapman (Hrsg.): Studies in eighteenth-century music: a tribute to Karl Geiringer on his seventieth birthday. Allen & Unwin, London 1970 und Oxford University Press, New York 1970, S. 53–67.
- Wien und die böhmische Musiktradition im 18. Jahrhundert. In: Colloquium Musica Bohemica et Europaea. Brünn 1972, S. 299–303.
- »Teutsche Comoedie-Arien« und Joseph Haydn. In: Vera Schwarz (Hrsg.): Der junge Haydn. Wandel von Musikauffassung und Musikaufführung in der österreichischen Musik zwischen Barock und Klassik (= Beiträge zur Aufführungspraxis. 1 ). Akademische Druck- und Verlagsanstalt, Graz 1972, S. 59–74. (Bericht der Internationalen Arbeitstagung des Instituts für Aufführungspraxis der Hochschule für Musik und darstellende Kunst in Graz, 29.6–2.7.1970).
- The Influence of the Viennese Popular Comedy on Haydn and Mozart. In: Proceedings of the Royal Musical Association, 100, London 1974,   S. 185–199.
- Zum Charakterbild Anton Schindlers. In: Österreichische Musikzeitschrift, Jg. 32, Heft 5/6. Wien 1977, S. 241–246.
- Eine authentische Porträtplastik Schuberts. In: Österreichische Musikzeitschrift (ÖMZ). 33, Wien 1978, ISSN 0029-9316 S. 578–595.
- Der Bildhauer Anton Dietrich. Ein Beitrag zur Ikonographie Beethovens und Schuberts. In: Martin Bente (Hrsg.): Musik, Edition, Interpretation. Gedenkschrift Günter Henle, mit Aufsätzen zahlreicher Fachwissenschaftler.  G. Henle Verlag, München 1980, S. 30–52.
- Performance Conventions in Beethoven’s Early Works. In: Beethoven, Performers and Critics: the international Beethoven Congress, Detroit 1977. Detroit 1980, S. 52–76.
- Prolegomena to a History of the Viennese Fortepiano. In: Israel Studies in Musicology. 2, Jerusalem 1980, S. 77–99.
- Die »Clavier-Musik« in Wien zwischen 1750 und 1770. In: Studien zur Musikwissenschaft (= Beihefte zu Denkmäler der Tonkunst in Österreich), 35, 1984, S. 65–88.
- Zur Entstehung von Haydns Oper La Vera Costanza.  In: Eva Badura-Skoda (Hrsg.): Joseph Haydn: Bericht über den Internationalen Joseph-Haydn-Kongress, Wien, Hofburg, 5.–12. September 1982. G. Henle-Verlag, München 1986, ISBN 3-87328-045-0, S. 248–256.
- mit Gerold W. Gruber, Walburga Litschauer, Carmen Ottner. Il significato dei manoscritti scarlattiani recentemente scoperti a Vienna. In: Chigiana. 15, 1985, S. 45–56.
- Zur Frühgeschichte des Hammerklaviers. In: Christoph-Hellmut Mahling (Hrsg.): Florilegium musicologicum: Hellmut Federhofer zum 75. Geburtstag. Hans Schneider, Tutzing 1988, S. 37–44.
- The Piano Works of Schubert. In: L.Todd (Hrsg.): Piano Music in the Nineteenth Century. New York 1989, S. 97–146.
- Komponierte J.S.Bach »Hammerklavier-Konzerte«? In: Hans-Joachim Schulze und Christoph Wolff (Hrsg. im Auftrag der Neuen Bachgesellschaft): Bach-Jahrbuch. 77. Jg. 1991, Evangelische Verlagsanstalt, Berlin 1991, ISSN 0084-7682, S. 159–171.
- On the History of Musical Instruction in the Austrian Baroque. In: Eighteenth-century music in theory and practice: Essays in honor of Alfred Mann. New York 1993 (= Festschrift Series, 13)
- Aspects of Performance Practice. In: Robert Lewis Marshall (Hrsg.): Eighteenth-century keyboard music. Schirmer, New York 1994, S. 33–67.
- Stringed Keyboard Instruments after 1700: Reconstruction of Lautenwercke and a Hämmerpantalone. In: Th.J. Mathiesen, B. Rivera (Hrsg.): Festschrift George JohnBuelow (= Festschrift Series. 14), New York 1995, S. 271–287.
- Ein vierter erhaltener Hammerflügel aus dem Besitz Beethovens. In: Biblos. 45/2, Wien 1996, S. 249–265.
- The Viennese fortepiano in the Eighteenth Century. In: D.W.Jones (Hrsg.): Music in Eighteenth Century Austria. Cambridge 1996.
- C. Ph. E. Bach und der Hammerflügel. In: Hans-Günter Ottenberg (Hrsg.):  Bericht über das Internationale Symposion „Carl Philipp Emanuel Bach – Musik für Europa“ (= Carl Philipp Emanuel Bach Konzepte. Sonderband.2). Frankfurt an der Oder 1998, S. 392–405. (Bericht über das Internationale Symposion vom 8.–12. März 1994 in Frankfurt an der Oder).
- mit Piotr Szalsza, Österreichischer Rundfunk (ORF) (Hrsg.): The history of the pianoforte: famous and noteworthy instruments played by great artists: a documentation in sound. Indiana University Press, Bloomington 1999, ISBN 0-253-33582-5, (DVD). (Auszug aus drei Dokumentarfilmen über das Hammerklavier, zu denen Eva Badura-Skoda die Drehbücher schrieb).

### Noteneditionen
- Franz Schubert: Klaviertrios. Urtext Edition. G. Henle Verlag, München 1973, ISMN 979-0-2018-0193-3.
- mit Paul Badura-Skoda: Wolfgang Amadeus Mozart: Neue Ausgabe sämtlicher Werke. Serie 5, Konzerte, Werkgruppe 15, Konzerte für ein oder mehrere Klaviere und Orchester mit Kadenzen. Band 5. (Enthält: Konzert in G-Dur KV 453, Konzert in B-Dur KV 457, Konzert in F-Dur KV 459). 2. durchges. Aufl. Bärenreiter Verlag, Kassel 2003 (1. Auflage 1965).
- Karl Ditters von Dittersdorf: Six symphonies.  New York 1985.
- Joseph Haydn: Die reisende Ceres. Singspiel von Maurus Lindemayr. Universal Edition, Wien 1978.
- Johann Joseph Fux: Singfundament. Akademische Druck- und Verlagsanstalt, Graz 1993 (= Sämtliche Werke. Serie VII Theoretische und pädagogische Werke, Band 2).